# Limeux (Somma)
Limeux – miejscowość i gmina we Francji, w regionie Hauts-de-France, w departamencie Somma.
Według danych na rok 2011 gminę zamieszkiwały 143 osoby, a gęstość zaludnienia wynosiła 17 osób/km² (wśród 2293 gmin Pikardii Limeux plasuje się na 862. miejscu pod względem liczby ludności, natomiast pod względem powierzchni na miejscu 571.).